# Krazy House (pel·lícula)
Krazy House és una pel·lícula d'acció de comèdia de terror neerlandesa de 2024 escrita i dirigida per Steffen Haars i Flip van der Kuil en el seu primer llargmetratge en holandès/anglès. Rodada a Amsterdam, la pel·lícula és protagonitzada per Nick Frost, Kevin Connolly i Alicia Silverstone. Maarten Swart és productor de Kaap Holland Films.

## Argument
Una sitcom dels anys 90, Krazy House, se centra en la família cristiana; un pare religiós devot i un maldestre subordinat Bernard 'Bernie' Christian, la dona de negocis Eva Christian, centrat en la ciència i antagònic amb les opinions de Bernie, el fill Adam Christian, la filla Sarah Christian i el seu gos Angel. Mentre intenta cuinar, Bernie treu accidentalment la part superior de l'aixeta de la pica de la cuina, fent que l'aigua voli per tot arreu, i treu la palanca de l'interruptor d'aigua. Una família russa formada per Piotr i els seus dos fills Dmitri i Igor arriba a buscar feina i Sarah i Adam s'enamoren, Sarah amb Dmitri i Adam amb Igor. Després que l'Eva estigui postrada al llit després d'insultar el seu cap i dir-li que es quedi a casa i es relaxi després d'un diagnòstic de "treballador cremat", Bernie truca a Piotr i als seus fills.
Els russos comencen a destrossar la casa i corrompre la família una per una. Sarah i Dmitri formen una relació i comencen a tenir relacions sexuals, l'Igor convenç a Adam que faci metamfetamina amb el seu conjunt de química i Adam es torna addicte després de veure un alienígena verd, i Eva és acomiadada de la seva feina i s'enfada cada cop més a causa dels forts sorolls de les tasques domèstiques. Bernie atrapa a Dmitri i Sarah practicant sexe i Adam i Igor fumant i s'horroritza. L'Eva arriba, revelant que se li ha dit del seu acomiadament, i obre el braç davant l'horror tant de la família com del públic de l'estudi. Eva rep unes pastilles que aviat comença a prendre en quantitats més grans.
Bernie intenta dir als russos que marxin, però té una visió inquietant on una veu repeteix "Mata'ls a tots". En Bernie corre les escales amunt i posa la mà damunt d'una flama il·luminada amb espelmes, dient una oració mentre ho fa. Bernie li pregunta a Jesucrist què ha de fer, i un cop apareix Jesús, Bernie li agraeix a Jesús encara que no entén la resposta. Bernie reuneix la família i intenta que marxin de casa i visitin la seva tia, però es troba amb resistència. Arriba un agent de policia i és assassinat ràpidament per Piotr, que declara que ell i els seus fills només marxaran quan trobin el que estan buscant. Piotr obliga a la família a treballar força, durant el qual l'Eva li diu a Bernie que ja no l'estima i comença a enamorar-se de Piotr. La Sarah revela que està embarassada per la sorpresa de Dmitri.
Bernie torna a tenir una conversa amb Jesucrist, però s'enfada per les vagues respostes de Jesús. Arriba més policia a la casa a causa de la situació dels ostatges i mentre en Piotr està distret, Bernie posa les píndoles de l'Eva al seu vodka, sabent que el noquejarà. Un cop els russos estan inconscients, Bernie torna a intentar i no aconsegueix que la família se'n vagi, Adam i Sarah expressen la seva frustració per l'absència constant de Bernie i Eva i Eva s'enfada amb Bernie abans d'abusar de la seva ingesta de pastilles.  Després de lluitar contra els seus impulsos violents, Bernie es disculpa amb Piotr, només per ser noquejat i crucificat. La resta dels Christian i els russos mengen sensualment embotit junts, però l'Igor és bufejat i rebutjat per Piotr després de fer un petó a Adam. Angel, després d'haver entrat prèviament a un forat buscant el que necessiten els russos, torna amb una rata i és assassinat per Piotr.
Arriba l'FBI i Piotr li demana un avió a Rússia. Després que Igor capturi Adam després de dir-li tristament que l'extraterrestre verd mai tornarà, els russos troben el que buscaven, el cadàver momificat de la filla de Piotr, Olga. Piotr recorda que ell i la seva dona, la Nadia, van aconseguir un atracament a un banc, però durant el trajecte d'escapada la Nadia va donar a llum a l'Olga. La Nadia va guardar els diners a casa dels Christian, però accidentalment també va deixar l'Olga allà. Quan tornava, Nadia va ser abatuda per l'oficial Janssen, que va declarar venjança a Piotr per haver matat la seva parella. Un cop acabat, Piotr revela que la bossa d'amiant que tenia amb ell conté el cadàver de la Nadia i comença a fer-hi l'amor. Bernie es veu obligat a veure horroritzat com Dmitri colpeja amb ira a Sarah i en Piotr agredeix sexualment l'Eva.
Aleshores, Bernie té una altra visió de Jesús, que Bernie afirma que va ser l'únic que el mantenia sa. Inicialment semblant perdonar Bernie demanant a Jesús que l'ajudi a sortir de la creu, però empala Jesús pel cap amb una punxa i s'allibera un cop escolta els crits d'Eva contra Piotr, cedint ara plenament a les seves necessitats violentes. Lluitar contra Piotr i Dmitri Bernie encén el cadàver de l'Olga i el llança al laboratori de química d'Adam, provocant una explosió. La família creu amb tristesa que Bernie ha mort i s’entreguen a l'FBI, però aviat són detinguts a punta de pistola per Piotr i un Dmitri ara reticent. Bernie es revela viu i es produeix un tiroteig, matant tant l'FBI com a l’audiència a l'estudi del programa i a la tripulació.
Després de la caiguda, l'oficial Janssen arriba i s'enfronta a Piotr només per ser assassinat ràpidament per Bernie. Un Piotr feble li diu a Bernie que només li queden unes poques setmanes de vida i que simplement volia tenir tota la seva família amb ell durant la seva mort. Bernie respon empenyent una figureta de Jesús per l'anus de Piotr, i els sentiments de l'Eva per Bernie tornen. Després d'haver estat ferit mortalment en el tiroteig, Igor mor als braços de Dmitri. Adam està greument ferit per una llum de l'escenari que cau, però en Bernie li injecta una agulla per alleujar el dolor, fent que Adam torni a veure l'extraterrestre verd, per a la seva alegria. Mentre Dmitri demana disculpes a la Sarah per colpejar-la, aviat dóna a llum un gran tros de xiclet. Piotr està tocat, però Bernie li aixafa el cap ràpidament amb una gran creu. Un cop tot està arreglat, l'Eva comença a netejar el plató destruït, i Bernie arriba abans que els dos s'apassionin. La resta de la família i Dmitri arriben per una abraçada i s'abracen mentre passen els crèdits.

## Repartiment
- Nick Frost com a Bernard 'Bernie' Christian
- Alicia Silverstone com a Eva Christian
- Jan Bijvoet com a Piotr Christian
- Gaite Jansen com a Sarah Christian
- Walt Klink com Adam Christian
- Chris Peters com a Dmitri
- Matti Stooker com a Igor
- Kevin Connolly com a Jesús
- John Jones com el Dr. White
- Jacob Derwig com a oficial Janssen
- Victoria Koblenko com a Nadia
- Gregory Shapiro com a oficial Jack

## Producció

### Desenvolupament
Els guionistes i directors "Steffen & Flip" (Steffen Haars i Flip van der Kuil) coprodueixen juntament amb Maarten Swart per a Kaap Holland Film, que tenen Jorn Baars com a productor executiu, juntament amb Todd Brown de XYZ Films. Splendid Film s'encarrega de la distribució de la pel·lícula a la regió del Benelux. El projecte va comptar amb el suport de Netherlands Film Production Incentive, que va revelar que el 2020 havien donat 526.995 € al projecte. El Netherlands Film Fund i la Fundació Abraham Tuschinski Fund van donar suport addicional.

### Rodatge
La fotografia principal va tenir lloc a Amsterdam a mitjans de gener de 2022. El rodatge es va acabar abans que XYZ Films arribés a les vendes nord-americanes de la pel·lícula a l'European Film Market el febrer de 2023. L'actor principal Nick Frost va ser citat per Variety dient que la producció era un "projecte completament boig del qual formar part i m'ha agradat absolutament cada minut". Silverstone va dir a The Hollywood Reporter "Vaig fer un ball a Amsterdam, fent una pel·lícula amb aquests increïbles cineastes interessants".

## Estrena
La pel·lícula es va estrenar a la secció Midnight al Festival de Cinema de Sundance el 20 de gener de 2024, i es va estrenar als Països Baixos el 16 de maig de 2024 per Splendid Film.

## Recepció
Al lloc web de l'agregador de ressenyes Rotten Tomatoes, el 22% de les 18 són positives, amb una valoració mitjana de 3,9/10. Metacritic, que utilitza una mitjana ponderada, va assignar a la pel·lícula una puntuació de 23 sobre 100, basada en sis crítics, indicant crítiques "generalment desfavorables".
En una ressenya negativa, Jordan Mintzer de The Hollywood Reporter va escriure: "Krazy House gairebé no fa riure, fins i tot si una pista de riure d'estil de sitcom es reprodueix al llarg de la primera part de la pel·lícula, que es va rodar per adaptar-se a l'antiga relació d'aspecte 4:3. Quan els russos arriben per causar estralls i la pel·lícula es converteix en un humor tan persistent a la pantalla tan ampla i la pel·lícula s'expandeix a un humor tan persistent a la pantalla ampla. és realment una prova per passar, no pel factor brut, sinó perquè els acudits són molt grollers i estúpids."
Meagan Navarro de Bloody Disgusting també va donar una crítica negativa a la pel·lícula i va escriure: "Hi ha una audiència molt hiperespecífica en ment per a Krazy House, el tipus que no li importa els exercicis buits amb valor de xoc i l'humor mordaç sense punteria. Però sobretot, Krazy House sembla una marató d'excés sense propòsit, sense humor efectiu. El temps d'execució de 86 minuts sembla un esforç absolut. L'equivalent a les ungles en una pissarra".